# 長尾景春の乱
長尾景春の乱（ながおかげはるのらん）は、文明8年（1476年）から文明12年（1480年）にかけて起こった関東管領上杉氏の有力家臣長尾景春による反乱。太田道灌の活躍によって鎮圧された。

## 背景
永享11年（1439年）の永享の乱で室町幕府によって滅ぼされた鎌倉公方足利持氏の遺児成氏は新たな鎌倉公方に迎えられたが、父を殺した関東管領上杉氏を憎み、享徳3年（1454年）に関東管領上杉憲忠を暗殺、上杉氏との全面戦争を始めた。成氏は上杉氏を支援する幕府軍の攻撃を受けて鎌倉を逃れ、下総古河城に拠って古河公方と称し、両上杉家（山内上杉家、扇谷上杉家）及び幕府から派遣された堀越公方足利政知（8代将軍足利義政の異母兄）との抗争に突入した（享徳の乱）。
山内上杉家と扇谷上杉家は上杉氏の同族だが、関東管領職は山内家が継承しており、扇谷家はその分家的な存在で所領も山内家の家宰長尾氏の半分もなかった。古河公方との戦いで扇谷家は山内家を支え、特に扇谷家の家宰太田資清（道真）・資長（道灌）父子の活躍によってその力を増していた。資清・資長父子は岩槻城を修築し、河越城、江戸城を築いて関東における守りと攻めの拠点とした。
享徳の乱は互いに勝敗を分けながら20年以上に及び続いた。古河公方と対立する両上杉家の主力は北武蔵の五十子陣に陣を敷いて18年に及び対峙していた（五十子の戦い）。

## 挙兵
文明5年（1473年）、五十子陣で山内家家宰の長尾景信（白井長尾家）が死去した。白井長尾家の家督は子の景春が継いだが、家宰職（家務職とも）は当主上杉顕定が景春の叔父で惣社長尾家の長尾忠景に与えた。家宰職は陪臣ながら関東管領の補佐役とあって関東では大きな権力となっていた。
長尾氏は白井長尾家、惣社長尾家、犬懸長尾家、鎌倉長尾家（後の足利長尾家）に別れ、持ち回りで家宰職を務めていた。しかし、本来は長尾氏の嫡流である鎌倉長尾家とそれに次ぐ犬懸長尾氏から輩出され、両家が当主の不在や幼少などで適任者を欠く場合に白井・惣社両長尾家の長老から選ばれる仕組みであったと考えられている。だが、上杉憲忠殺害事件の時に鎌倉家当主長尾実景とその息子で犬懸家を継いでいた憲景がともに殺害された影響で、家宰職が景春の祖父景仲、景信と2代続けて白井家から出る事になった（景仲次男であり、景信の弟である忠景は対抗馬になり得ない）。この論理で行くと、次期家宰職の最有力者は足利長尾家（鎌倉長尾家が足利荘に移転した）の長尾景人であったが、景信の死の前年に若くして没し、後を継いだ息子の定景や犬懸家当主である景人の弟房清は家宰職を務めるには余りにも若かった。そのため、一族の長老となり、景仲よりも以前に家宰を務めていた養父の長尾忠政の没後に武蔵守護代など家中の要職を務めてきた忠景が家宰職になる事はこれまでの選出方法から考えれば不自然な人事ではなかった。その一方で2代続けて家宰職を出した白井家の力が強くなりすぎることを嫌った上杉顕定は家宰職を景春ではなく忠景に与えたという側面もあった。
だが、景春はこの人事を深く恨んだ。更に白井家が家宰職の占めた時期に同家と関係を結んで所領の給与や安堵を受けた山内上杉家傘下の武士の中には家宰職が白井家から惣社家に移る事で今までの権利を失うことを危惧して景春が家宰職を継いで従来通りの安堵を受ける事を望む者もいた。特に家宰職とともに継承されてきた所領では問題が現実化し、白井家側の武士と惣社家側の武士との衝突も発生している。
景春は縁者（従兄弟）である太田道灌に同心を求めるが、道灌はこれを拒否して直ちに五十子陣にいた顕定と主君の扇谷家当主上杉定正のもとへ向かう。道灌は顕定と定正に景春を懐柔すべく、忠景が景春に武蔵守護代を譲るように進言するが景春が自分に次ぐ立場になる事を嫌った忠景は異例の両職兼任を行い、それならば忠景を一時的に退けるよう進言するも顕定はこれを受け入れず、ならば直ちに出兵して景春を討つよう進言するが、古河公方成氏と対峙している状況ではそれもできないと取り上げなかった。そして何よりも足利長尾家（長尾景人）亡き状況で、長尾一族の長老である忠景が家宰に就任するのは当然で、景春の主張は不当のものだという考えが、顕定・忠景だけでなく他の上杉氏重臣の間にも強く、忠景を一時退ける様に顕定に諫言した道灌は却って父の道真に叱責される有様であった（『太田道灌状』）。
道灌が今川氏の内紛介入のために駿河に滞在していた文明8年（1476年）6月、景春は武蔵鉢形城に拠って反旗を翻す。顕定・忠景は未だ景春の力を軽視していたが、景春は優れた武勇の士であり、2代続けて家宰職を継いだ白井家の力は他の長尾氏一族よりも抜きん出ていた。五十子陣の上杉方の武将達は動揺し、勝手に帰国する者が続出する。
翌文明9年（1477年）正月、景春は2500騎を率いて五十子陣を急襲し、顕定と定正は大敗を喫して敗走。18年に渡り、対古河公方戦の最大の防御拠点だった五十子陣は落とされてしまった。顕定と定正は上野へ逃れる。

## 乱の経過

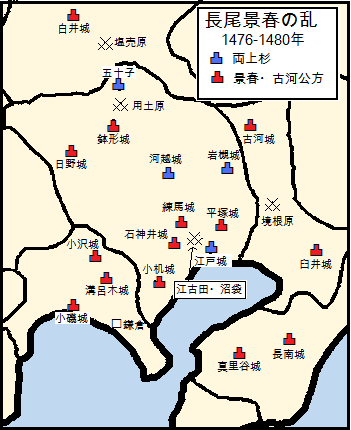
長尾景春の乱関係図

長尾景春の挙兵に相模の小磯城（神奈川県大磯町）の越後五郎四郎、小沢城 (相模国)（神奈川県愛甲郡愛川町）の金子掃部助、溝呂木城（神奈川県厚木市）の溝呂木正重（景春の被官）、そして小机城（神奈川県横浜市）の矢野兵庫が呼応。その他多くの関東の国人、地侍が景春に味方し侮りがたい勢力となった。これに南武蔵の名族豊島氏が同心する。石神井城（東京都練馬区）に当主の豊島泰経、練馬城（東京都練馬区）にその弟の泰明が拠り、江戸城と河越城との連絡線を断ってしまった。
文明9年3月、道灌は先手を打って兵を動かし溝呂木城と小磯城を速攻で落とし、さらに小沢城を攻めるが、守りが堅く景春が援兵を送ったため一旦兵を引いた。小机城の矢野兵庫が出陣して河越城攻撃を図るが、太田資忠（道灌の甥）と上田上野介がこれを撃退した。
道灌は江戸城の指呼に勢力を張る豊島氏を早期に潰さねばならず、同年4月、上杉朝昌、三浦高救らの援軍を得た道灌は軽兵を発して練馬城下を焼き払い、城を出て追撃してきた泰経・泰明を待ち伏せ、豊島勢を打ち破り、泰明を討ち取った（江古田・沼袋原の戦い）。道灌は敗走した泰経を追って石神井城を囲む。泰経は降服を申し出るが、城破却の条件が実行されなかったため、道灌は城を攻め落とし、泰経は没落した。
同年4月、景春は五十子を出陣して利根川を渡り、顕定と定正の軍を鉢谷原で攻めるが撃退される。5月、道灌は顕定・定正と合流して五十子を奪回。用土原の戦いで景春を撃破。鉢形城を囲むが、成氏が8000騎を率いて出陣したため撤兵を余儀なくされた。
道灌は景春の本拠である上野へ侵攻。塩売原で1カ月間対陣するが決着がつかず、同年11月に双方撤兵した。翌文明10年（1478年）正月、成氏が簗田持助を通じて山内上杉家家宰長尾忠景へ和議を打診してきた。期待した景春の反乱が道灌の活躍によって短期間で逼塞せしめられたためであり、20年以上の戦いに飽いた成氏は幕府との有利な条件での和睦を望んでいた。
この和議の動きを妨害するように、同年正月に泰経が平塚城で再挙するが、道灌が膝折宿に着陣したところ泰経は敗走して足立方面に逃れる。3月、景春が河越城へ攻め寄せるが定正と道真がこれを撃退した。
道灌の派遣軍は扇谷家の本拠地相模の景春方を制圧すべく3月に前年に攻略に失敗した小沢城を攻めた。相武国境に近い二宮城の大石憲仲が降伏すると、溝呂木城、磯部城が降り小沢城も落城、4月に小机城を攻略した。続いて道灌方は相模の景春方の落ちた奥三保に追撃、さらに道灌自身も村山から合流して甲斐国の郡内に進軍した。公方は景春を切り捨てて和睦を指向したことにより、7月に景春の拠る鉢形城を攻略し、顕定の居城とした。
武蔵と相模を固めた道灌は、12月に和議に反対する成氏の有力武将千葉孝胤を境根原合戦で打ち破った。翌文明11年（1479年）に甥の資忠と千葉自胤（千葉氏の上杉方）を房総半島へ派遣し、千葉孝胤の籠る臼井城（千葉県佐倉市）を攻略させた。この戦いで資忠は戦死するが真里谷武田氏、海上氏を降し房総半島から反対勢力を一掃することに成功した。
成氏との和睦交渉が続けられる中、景春はなおも北武蔵秩父郡、児玉郡で抵抗を続けた。文明12年（1480年）6月、最後の拠点である日野城（埼玉県秩父市）を道灌に攻め落とされ、景春は成氏を頼って落ち延びた。その後、景春は顕定の養子である上杉憲房の切り離しに成功して山内上杉家当主に擁立し、自らが家宰に就任して再起を図る。
文明14年11月27日（1483年1月6日）、成氏と両上杉家との間で「都鄙和睦」と呼ばれる和議が成立。成氏は幕府から赦免された。また、憲房も顕定の下に戻り、景春は成氏の下で再起を期することになる。

## 戦後
都鄙和睦と景春の没落によって、30年におよんだ関東の争乱は治まった。だが、この和睦は山内家と越後上杉家が主導したものであり、扇谷家の当主定正は不満であった。道灌も「太田道灌状」で自分や戦った武士達に十分な恩賞がないと不満を漏らしている。この戦いで活躍した道灌の威望は大いに上がったが、それは主君である顕定・定正にとっては危険なことでもあった。
文明18年（1486年）7月、道灌は糟屋舘（神奈川県伊勢原市）で主君定正によって謀殺された。死に際に「当方滅亡」と言い残したという。
長享元年（1487年）、山内家と扇谷家は決裂し、長享の乱と呼ばれる両上杉家の抗争に突入する。没落していた長尾景春は扇谷家に味方して再び山内家と戦うことになる。その争乱の最中の明応2年（1493年）、伊勢宗瑞（北条早雲）が伊豆へ乱入して堀越公方を滅ぼし、さらに相模へ進出。やがて両上杉家は伊勢宗瑞を祖とする後北条氏によって滅ぼされることになる。

## 小説
- 伊東潤『叛鬼』講談社、2012年。